# Рассуждение о методе
«Рассуждение о методе, чтобы хорошо направлять свой разум и отыскивать истину в науках» (фр. Discours de la méthode pour bien conduire sa raison, et chercher la verité dans les sciences) — философский трактат, опубликованный Рене Декартом в 1637 году в Лейдене. Считается переломной работой, ознаменовавшей переход от философии Ренессанса и начавшей эпоху философии Нового времени и современное научное познание.
В одном томе с этой работой в качестве приложений к ней были опубликованы «Диоптрика», «Метеоры» и «Геометрия», которые были призваны продемонстрировать идею метода на примере конкретных наук.
Трактат состоит из шести частей:
- Соображения, касающиеся наук.
- Основные правила метода.
- Несколько правил морали, извлеченных из этого метода.
- Доводы, доказывающие существование Бога и бессмертие Души, или основания метафизики.
- Порядок физических вопросов.
- Что необходимо, чтобы продвинуться вперед в исследовании природы.

Рассуждение о методе известно как источник знаменитой фразы Je pense, donc je suis — «Я мыслю, следовательно, я существую» (в латинском варианте: cogito ergo sum).

## Содержание
Рассуждение начинается с признания важности «здравого смысла» (Le bon sens), который Декарт определяет как способность отличить истину (le vrai) от заблуждения. Здравый смысл одинаков (égale) у всех людей от природы и, по сути, является разумом (raison). Именно он отличает людей от животных, однако применение (l’appliquer) этого здравого смысла может быть различно. Поэтому Декарт предлагает метод для усовершенствования знаний. 
Основанием для своих выводов он называет свою собственную жизнь, поскольку его с детства интересовали различные науки и книги. Декарт перечисляет такие науки (sciences) как поэзия (poésie), математика (mathématiques), теология (théologie), философия (philosophie), юриспруденция (jurisprudence) и медицина (médecine). Однако он замечает, что читающие книги могут уйти от реальности и впасть "в сумасбродство рыцарей наших романов" (les extravagances des paladins de nos romans). При этом Декарт совершенно отвергает ложные учения алхимиков, астрологов и магов.
Во второй части Декарт вспоминает свое пребывание в Германии (Allemagne) во время войны и мысль, которая посетила его в то время. А именно, что единый замысел лучше хаотичного нагромождения различных сведений. Он  противопоставляет старые города с кривыми улицами новым городам, созданным по единому плану. При этом Декарт заявляет, что он лишь желает пользоваться своим собственным умом (esprit), а отнюдь не посягает на общественное устройство. Далее излагаются четыре знаменитых правила достижения истины:
1. Принимать за истинное только то, что ясно и отчетливо (si clairement et si distinctement).
2. Делить трудности (difficultés) на части.
3. Располагать свои мысли (pensées) в порядке, начиная с простейших и восходить к сложным.
4. Делать перечни и обзоры (revues).

В третьей части Декарт замечает, что во время ремонта необходимо вселиться в некое временное жилище. При разработке картины мира таким убежищем служит мораль, для которой существуют свои правила (maximes):
1. Повиноваться законам и обычаям, не отвергая религии, в которой воспитан.
2. Быть постоянным (constamment) в своем решении и не блуждать из стороны в сторону.
3. Менять себя, а не "порядок мира" (l’ordre du monde).

В четвертой части своей работы Декарт признается, что размышлял об иллюзорности всего на свете и отсюда он приходит к тезису: Я мыслю, следовательно, я существую (je pense, donc je suis). Он полагает, что все можно признать иллюзорным, кроме самой иллюзии, которая есть некоторое представление мыслящего существа. Эта субстанция (substance) мысли не нуждается ни в каком месте и не зависит от материальных вещей. Далее Декарт обнаруживает среди своих представлений идею совершенного (parfait) существа, повторяя тем самым онтологический аргумент Ансельма Кентерберийского. Понятие Бога позволяет воспринять мысли не как иллюзии, а как отображения реально существующих вещей, поскольку совершенное существо не обманывает.

## Публикации на русском языке
- Декарт Р. Рассуждение о методе с приложениями. Диоптрика, метеоры, геометрия. М.: АН СССР, 1953. — 273 с.
- Декарт Р. Рассуждение о методе // Декарт Р. Сочинения в 2 томах. М., 1989—1994. Т. 1.